# 조용중
조용중(趙庸中, 1930년 ~ 2018년 2월 24일)은 대한민국의 언론인이다.
1953년 세계통신에 입사했고, 동아일보 정경부 차장을 역임했다. 조선일보 정치부 기자, 정치부장과 편집부국장을 지냈다. 자유당 정권 시절 조선일보 정치부 기자로 있을 때에는 조병옥 박사를 중심으로 한 민주당 구파를 담당했다. 서울신문과 경향신문 편집국장을 역임했고, 경향신문 전무로도 있었다. 1987년 한국언론연구원장, 1989년 연합통신 사장을 거쳐 1995년 한국ABC협회 회장, 1998년 문우언론재단 이사장, 2001년 고려대학교 신문방송학과 석좌교수를 지냈다.

## 저서
- 영원한 대기자 조용중 (자서전)

## 가족 관계
- 배우자: 백용숙
  - 아들: 조재신, 조동신
  - 딸: 조현자, 조현임